# 特奥-赫尔穆特·利布
特奥-赫尔穆特·利布（1889年11月25日 - 1981年3月20日）是納粹德國德意志國防軍的一名将军，在第二次世界大战期间担任第306步兵师師長、第112步兵师師長、XXXXII军团指揮官以及第34步兵师師長。他曾獲頒騎士鐵十字勳章。